# Parco dei Mughetti
Il parco dei Mughetti è un parco locale di interesse sovracomunale (PLIS) istituito nel 2013. Comprende le zone agricolo-boschive dei comuni dell'Altomilanese di Origgio, Uboldo, Gerenzano e Cerro Maggiore e copre un'area di 1460 ettari nell'alta pianura lombarda, a nord-ovest rispetto alla città di Milano.

## Geografia
I comuni interessati sono quelli di Origgio, Uboldo e Gerenzano in provincia di Varese e Cerro Maggiore nella città metropolitana di Milano. Il Parco si estende nelle aree agricolo e boschive situate lungo il corso inferiore del torrente Bozzente, a pochi chilometri di distanza della sua confluenza nel fiume Olona. Confina inoltre con altri tre parchi sovracomunali: a nord con il parco del bosco del Rugareto e con il parco del fontanile di San Giacomo e a sud con il parco dei Mulini. Il territorio del parco fa parte delle aree prioritarie per la conservazione della biodiversità nella pianura lombarda.
L'area è una delle ultime zone verdi e non urbanizzate dell'Altomilanese: è infatti circondata dalle conurbazioni del bustese, del legnanese e del saronnese, oltre alla presenza delle autostrade A8 Milano-Varese e A9 Lainate-Como-Chiasso.
Il territorio è costituito per più delle metà da aree agricole coltivate mentre restante parte è costituita da boschi: quello più compatto ed esteso è situato ad Origgio (bosco del Conte), mentre nel territorio di Uboldo e Cerro Maggiore le aree verdi risultano esser meno estese e più irregolari.

## Flora
Le essenze arboree ad alto fusto sono costituite da querce farnia e rovere, carpino bianco, acero campestre, frassino comune, olmo minore, melo selvatico, Robinia pseudoacacia, Prunus serotina e da presenze di Ulmus minor, Ulmus pumila, biancospino comune, Cornus sanguinea, Euonymus europaeus, nocciolo e Sambucus nigra. Le specie igrofile sono rappresentate da ontano nero, Prunus padus, pioppo, Viburnum opulus e salice.
Il sottobosco è invece formato da Anemone nemorosa, Vinca minor, Polygonatum multiflorum, Convallaria majalis, Erythronium dens-canis, Brachypodium sylvaticum, Campanula trachelium, Filipendula ulmaria, Gladiolus palustris e Cucubalus baccifer.

## Fauna

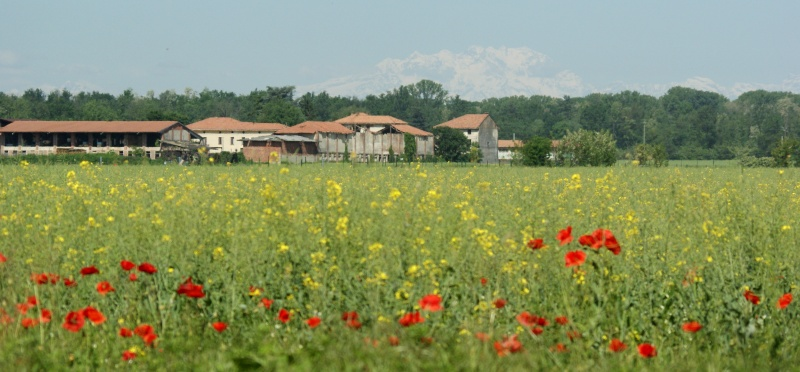
Panorama del territorio

La fauna presente nel cuore del parco, il bosco di Origgio, è costituita da numerose specie, che diminuiscono mano a mano che ci si sposta nei boschetti più periferici.

### Mammiferi
Per quanto riguarda i mammiferi molto comuni sono il riccio (Erinaceus europaeus), il toporagno (Sorex araneus), la talpa (Talpa europaea), la lepre comune (Lepus europaeus), il coniglio selvatico (Oryctolagus cuniculus), il moscardino (Muscardinus avellanarius), il ghiro (Glis glis), l'arvicola (Arvicola amphibius), lo scoiattolo (Sciurus vulgaris), la donnola (Mustela nivalis) e la volpe (Vulpes vulpes).

### Rettili
I rettili sono rappresentati dal ramarro (Lacerta viridis), dalla natrice dal collare barrata (Natrix helvetica), dal biacco (Coluber viridiflavus), dall'orbettino italiano (Anguis veronensis) e dal colubro di Esculapio (Elaphe longissima).
La vipera (Vipera aspis), segnalata in passato, è probabilmente da considerarsi estinta.

### Anfibi
Fra gli anuri sono certe le presenze del rospo smeraldino (Bufotes viridis), del rospo comune (Bufo bufo) e della raganella (Hyla arborea); nelle aree del Fontanile della Girola, nel territorio di Uboldo sono anche presenti il tritone (Triturus vulgaris) e la Rana agile, oltre ad avvistamenti di gallinelle d'acqua (Gallinula chloropus).

### Avifauna
L'avifauna del territorio è rappresentata da un notevole numero di specie.
Tra i turdidi stanziali si segnala il pettirosso (Erithacus rubecula), mentre fra quelli di passo l'usignolo, il tordo e la cesena e il merlo; il codirosso (Phoenicurus phoenicurus) è invece di solo passo.
I fringillidi avvistabili sono il verdone, il cardellino ed il fringuello; molto spesso sono stanziali ma generalmente di passo. Gli unici rappresentanti delle famiglie degli sturnidi (lo storno) e degli picidi (il picchio rosso) sono anch'essi solitamente di passo. Per quanto riguarda i paridi, la cinciallegra risulta essere in qualche caso stanziale mentre la cinciarella (Parus caeruleus) e la cincia mora (Periparus ater) sono di passo. Nidificano anche il pigliamosche (Muscicapa striata) e l'upupa (Upupa epops), mentre solo di passo sono l'allodola (Alauda arvensis), la beccaccia (Scolopax rusticola), il cuculo, il rigogolo, la cappellaccia, il verzellino, il lucherino, lo zigolo, lo scricciolo, il codibugnolo, il rigogolo, l'averla maggiore e capirossa, i silvidi capinera, i motacillidi pispola (Anthus pratensis), e ballerina.
Fra i corvidi, risultano stanziali la cornacchia grigia, il corvo e a volte anche la gazza (Pica pica) e la ghiandaia (Garrulus glandarius). I fasianidi comprendono il fagiano, la quaglia ed il colino della Virginia (introdotti dall'uomo) e i columbidi la tortora ed il colombaccio. Tra gli irundanidi, ovviamente di solo passo, vi sono il rondone, il balestruccio, la rondine, e il topino (Riparia riparia). Da ultimo sono state verificate le presenze dei seguenti rapaci: tra gli strigidi il gufo comune (Asio otus), il barbagianni (Tyto alba), la civetta (Athene noctua), e l'allocco (Strix aluco). Il gheppio (Falco tinnunculus) ed il lodolaio (Falco subbuteo), rappresentano la famiglia dei falconidi, mentre tra gli accipitridi vi è la poiana (Buteo buteo).